# Julius Sittenfeld
Julius Sittenfeld waren ein Verlag und eine Buchdruckerei in Berlin von 1832 bis etwa 1936.

## Geschichte
1832 gründete Julius Sittenfeld (1801–nach 1875) eine Druckerei in der Leipziger Straße in Berlin.  Diese stellte zunächst vor allem amtliche Formulare und Publikationen her, aber auch medizinische Fachbücher. Später wurden weitere Schriften herausgegeben, darunter auch jüdische Publikationen.
Julius Sittenfeld war eine angesehene jüdische Persönlichkeit in Berlin. 
Im Revolutionsjahr 1848 engagierte er sich für mehr bürgerliche Freiheiten. Er bewarb sich auch vergeblich um einen Sitz in der Nationalversammlung und wurde 1852 und 1853 Mitglied der Stadtverordnetenversammlung von Berlin.
1875 übergab er Verlag und Druckerei an Otto Loewenstein. Seit etwa 1880 war der neue Standort in der Mauerstraße 44 in Berlin-Mitte.
1896 übernahm die Witwe Ottilie Loewenstein das Unternehmen.
Verlag und Druckerei wurden wahrscheinlich 1933 arisiert und bestanden in verkleinertem Umfang mindestens bis 1936.